# Domèvre-sur-Vezouze
Domèvre-sur-Vezouze é uma comuna francesa na região administrativa de Grande Leste, no departamento de Meurthe-et-Moselle. Estende-se por uma área de 14,78 km². Em 2010 a comuna tinha 314 habitantes (densidade: 21,2 hab./km²).